# Klas Ingesson
Klas Ingesson (ur. 20 sierpnia 1968 w Ödeshög, zm. 28 października 2014) – szwedzki piłkarz grający na pozycji pomocnika.

## Kariera klubowa
Ingesson jest wychowankiem klubu Ödeshögs IK pochodzącego z jego rodzinnej miejscowości. W zespole tym grał do roku 1986 i wtedy to przeszedł do IFK Göteborg, w barwach którego zadebiutował rok później. Był to jego jedyny mecz w lidze (IFK wywalczyło mistrzostwo kraju), a w zdobyciu przez IFK Pucharu UEFA także nie miał wielkiego udziału. W 1988 roku w końcu zaczął grać w wyjściowej jedenastce IFK i wywalczył wówczas wicemistrzostwo Szwecji. W klubie z Göteborga spędził także rok 1989 i pierwszą połowę 1990 (udział w mistrzostwie kraju).
Latem 1990 Ingesson przeszedł do belgijskiego KV Mechelen. Grał w nim przez 3 lata i stał się jednym z najskutecznejszych graczy zespołu. Przez ten czas rozegrał dla Mechelen 99 meczów i strzelił 28 bramek w lidze, ale nie osiągnął żadnych sukcesów. W 1993 roku Ingesson przeniósł się do PSV Eindhoven, ale nie był faworytem Aada de Mosa i jako rezerwowy pomocnik rozegrał 12 meczów i zdobył 1 gola. Po roku gry w Eindhoven Ingesson wyjechał do angielskiego Sheffield Wednesday, w którym spędził półtora sezonu, ale w drużynie prowadzonej przez Trevora Francisa, a następnie Davida Pleata nie miał miejsca w pierwszej jedenastce.
W połowie sezonu 1995/1996 Ingesson został zawodnikiem włoskiego AS Bari, w którym spotkał rodaka Kenneta Anderssona. Z Bari spadł jednak z ligi i sezon 1996/1997 spędził grając w Serie B. Dobrą grą i 6 bramkami przyczynił się do szybkiego powrotu zespołu do ekstraklasy i w 1998 roku zajął z Bari 11. miejsce w Serie A. Po sezonie przeszedł do drużyny FC Bologna, w której znów grywał z Anderssonem, a także z innym Szwedem, Teddy Lučiciem. Z Bologną zajął najpierw 10., a następnie 11. miejsce w lidze. Latem 2000 podpisał kontrakt z Olympique Marsylia, której nieznacznie pomógł w utrzymaniu się w lidze, a zimą 2001 został piłkarzem US Lecce, ale występował w nim tylko przez pół roku, a po sezonie w wieku 33 lat zakończył piłkarską karierę.
Zmarł w wieku 46 lat w wyniku choroby nowotworowej.
| Sezon   | Klub                | Kraj     | Rozgrywki     | Mecze | Bramki |
| ------- | ------------------- | -------- | ------------- | ----- | ------ |
| 1986    | IFK Göteborg        | Szwecja  | Allsvenskan   | 0     | 0      |
| 1987    | IFK Göteborg        | Szwecja  | Allsvenskan   | 1     | 0      |
| 1988    | IFK Göteborg        | Szwecja  | Allsvenskan   | 23    | 3      |
| 1989    | IFK Göteborg        | Szwecja  | Allsvenskan   | 21    | 5      |
| 1990    | IFK Göteborg        | Szwecja  | Allsvenskan   | 9     | 1      |
| 1990/91 | KV Mechelen         | Belgia   | Eerste Klasse | 32    | 6      |
| 1991/92 | KV Mechelen         | Belgia   | Eerste Klasse | 34    | 10     |
| 1992/93 | KV Mechelen         | Belgia   | Eerste Klasse | 33    | 12     |
| 1993/94 | PSV Eindhoven       | Holandia | Eredivisie    | 12    | 1      |
| 1994/95 | Sheffield Wednesday | Anglia   | Premiership   | 13    | 2      |
| 1995/96 | Sheffield Wednesday | Anglia   | Premiership   | 4     | 0      |
| 1995/96 | AS Bari             | Włochy   | Serie A       | 24    | 1      |
| 1996/97 | AS Bari             | Włochy   | Serie B       | 38    | 6      |
| 1997/98 | AS Bari             | Włochy   | Serie A       | 32    | 4      |
| 1998/99 | FC Bologna          | Włochy   | Serie A       | 30    | 3      |
| 1999/00 | FC Bologna          | Włochy   | Serie A       | 34    | 1      |
| 2000/01 | Olympique Marsylia  | Francja  | Ligue 1       | 13    | 0      |
| 2000/01 | US Lecce            | Włochy   | Serie A       | 19    | 1      |

## Kariera reprezentacyjna
W reprezentacji Szwecji Ingesson zadebiutował W 1989 roku. Rok później został powołany przez Ole Nordina do kadry na Mistrzostwa Świata we Włoszech. Tam był podstawowym zawodnikiem i zagrał we wszystkich trzech meczach grupowych: przegranych po 1:2 z Brazylią, Szkocją oraz Kostaryką.
W 1992 roku Ingesson wystąpił na Euro 92, gdzie także zagrał we wszystkich meczach, w tym także przegranym 2:3 półfinale z Niemcami. Na tym turnieju wraz z rodakami zdobył brązowy medal.
W 1994 roku Ingesson znalazł się w kadrze na Mistrzostwa Świata w USA. Na tym turnieju, podobnie jak 4 lata wcześniej, był zawodnikiem wyjściowej jedenastki i grał we wszystkich meczach, w tym także przegranym 0:1 półfinale z Brazylią oraz wygranym 4:0 meczu o 3. miejsce z Bułgarią.
W latach 1989–1999 Ingesson wystąpił w 57 meczach reprezentacji Szwecji i strzelił w nich 13 goli.